# 苏尔茨堡
苏尔茨堡（德語：Sulzburg，發音：[ˈzʊltsˌbʊʁk] ⓘ）是德国巴登-符腾堡州弗赖堡行政区布赖斯高-上黑林山县的城市，面积22.74平方千米，2023年12月31日人口为2,769人。